# Franz Wohlgemuth (Politiker)
Franz Wohlgemuth (* 22. Oktober 1915 in Köln; † 1972) war ein deutscher Hochschullehrer und Politiker (SED). Er war von 1950 bis 1951 Abgeordneter des Landtages Mecklenburg-Vorpommern in der DDR. Er flüchtete 1958 nach West-Berlin.

## Leben
Wohlgemuth, Sohn eines Schlossers, studierte nach dem Abitur katholische Theologie. Während des Zweiten Weltkriegs leistete er ab 1943 Kriegsdienst in der Wehrmacht. Als Oberleutnant geriet in sowjetische Kriegsgefangenschaft. Er besuchte eine Antifa-Schule und wurde Frontbeauftragter des NKFD.
Im Mai 1945 kehrte als Mitglied einer Initiativgruppe mit Willi Bredel nach Deutschland in die Sowjetische Besatzungszone zurück und wurde Mitglied der KPD und des  Kulturbundes (KB). Er war Mitglied der KPD-Kreisleitung Greifswald und wurde 1946 mit der Zwangsvereinigung von SPD und KPD Mitglied der SED. Im selben Jahr wurde er Kurator der Universität Greifswald und 1949 an der Universität Rostock.
Von Februar bis Juni 1950 übernahm er den Vorsitz der Landesleitung Mecklenburg des Kulturbundes. Im September 1950 wurde er Leiter der Hauptabteilung Hochschulwesen, Wissenschaft und Kunst im Ministerium für Volksbildung des Landes Mecklenburg. Im Oktober 1950 wurde er in den  Landtag von Mecklenburg-Vorpommern gewählt. Wegen der Übernahme der Funktion eines Hauptabteilungsleiters im Staatssekretariat für Hochschulwesen der DDR gab er sein Mandat 1951 zurück. Im Jahr 1954 wurde er zum Doktor phil. promoviert und 1958 wurde er habilitiert. Im Juni 1957 wurde er „wegen Mängel in seiner Arbeit“ von der Funktion des Stellvertreters des Staatssekretärs für Hochschulwesen entbunden und im September 1957 als Professor für Geschichte des Sozialismus an die Martin-Luther-Universität Halle-Wittenberg versetzt. Im April 1958 flüchtete er nach West-Berlin.

## Auszeichnungen
- 1955 Vaterländischer Verdienstorden in Bronze